# Tom Noonan
Tom Noonan (sinh ngày 12 tháng 4 năm 1951) là một diễn viên, đạo diễn và biên kịch người Mỹ. Ông nổi tiếng nhất với vai diễn Francis Dolarhyde Manhunter và The Ripper trong Last Action Hero.

## Đời tư
Noonan sinh ra tại Greenwich, Connecticut, là con trai của Rosaleen Noonan, một nha sĩ và Tom Noonan, nhạc sĩ nhạc jazz. Ông có một người anh trai là John Ford Noonan, một người viết kịch cùng hai em gái là Barbara và Nancy.

## Sự nghiệp
Noonan bắt đầu làm việc trong nhà hát (xuất hiện trong thành phần sản xuất Off-Broadway gốc thuộc vở kịch Buried Child của Sam Shepard), nhưng trong thập niên 1980 ông bắt đầu làm việc trong phim điện ảnh. Với chiều cao 5 inch (196 cm), sự hiện diện gây ấn tượng mạnh của Noonan chịu trách nhiệm với ngoại hình của ông để chọn vào các vai phản diện trong RoboCop 2, Last Action Hero, Manhunter và The Pledge.
Noonan cũng có nhiều lần xuất hiện trong các sê-ri truyền hình, bao gồm Hồ sơ tuyệt mật (trong tập phim được khen ngợi năm 1986 "Paper Hearts" được viết riêng cho ông), Law & Order: Criminal Intent, Law & Order: Special Victims Unit, Tales from the Darkside và CSI: Crime Scene Investigation. Năm 2015, Noonan tham gia lồng tiếng tất cả tuyến nhân vật phụ trong bộ phim Stop motion hài chính kịch của Duke Johnson và Charlie Kaufman Anomalisa,, giúp ông đoạt giải SDFCS cho nam diễn viên phụ xuất sắc nhất.

## Danh sách phim
- Gloria (1980)
- Heaven's Gate (1980)
- Wolfen (1981)
- Eddie Macon's Run (1983)
- Easy Money (1983)
- Tales from the Darkside - season 1 episode 5 "The Odds"(1984 TV series)
- Best Defense (1984)
- The Man with One Red Shoe (1985)
- F/X (1986)
- Manhunter (1986)
- The Monster Squad (1987) - Frankenstein
- Collision Course (1989)
- Mystery Train (1989)
- RoboCop 2 (1990)
- Last Action Hero (1993)
- Heaven and Hell: North and South, Book III (mini-series) (1994)
- What Happened Was... (1994)
- Heat (1995) -Kelso
- The Wife (1995)
- Phoenix (1998)
- The Astronaut's Wife (1999)
- The Opportunists (2000)
- The Photographer (2000)
- The Pledge (2001)
- Knockaround Guys (2001)
- Eight Legged Freaks (2002)
- Hair High (2004) (voice)
- The Roost (2005)
- Seraphim Falls (2006)
- Snow Angels (2007)
- The Alphabet Killer (2008)
- Synecdoche, New York (2008)
- The House of the Devil (2009)
- Follow the Prophet (2010)
- Louie (2010)
- Bar Karma (2011)
- Hell on Wheels (2011)
- The Blacklist (2013)
- Late Phases (2014)
- 12 Monkeys (2015)
- Anomalisa (2015) (voice)
- Horace and Pete (2016)
- Wonderstruck (TBA)